# Seramboeboekuil
De seramboeboekuil (Ninox squamipila) is een vogel uit de familie Strigidae (Echte uilen). De vogel werd in 1850 door Karel Lucien Bonaparte beschreven als Athene squamipila. Later werd deze op Seram aangetroffen soort samen met de door Alfred Russel Wallace beschreven buruboeboekuil (N. hantu) tot dezelfde soort gerekend (Molukse uil). Volgens in 2017 gepubliceerd onderzoek zijn deze taxa nu weer aparte soorten.

## Verspreiding en leefgebied
Deze soort is endemisch op Seram (Zuid-Molukken).